# Алуши, Фатмире
Фатмире Алуши (алб. Fatmire Alushi; род. 1 апреля 1988[…], Исток, САК Косово), в девичестве Байрамай (алб. Bajramaj) — немецкая футболистка. Чемпион мира (2007), двукратный чемпион Европы (2009 и 2013), бронзовый призёр летних Олимпийских игр (2008).

## Ранние годы
Фатмире Байрамай родилась в семье косовских албанцев. Родители Фатмире, Исмет и Ганимет Байрамай, приняли решение эмигрировать из страны. В 1993 году всей семьёй они переехали в Германию.

## Карьера

### Клубная
Фатмире Байрамай начала свою карьеру в команде «Гизенкирхен». С 1997 по 2004 годы она играла за «Мёнхенгладбах», пока не перешла в футбольный клуб из Первой Бундеслиги «Дуйсбург 2001». Байрамай дебютировала в чемпионате в сентябре 2004 года и сразу же стала прочным игроком основы. В период выступлений за «Дуйсбург» спортсменка завоевала с командой титулы обладателя кубка УЕФА (2008/09), четырёхкратного серебряного призёра чемпионата Германии (2004/05, 2005/06, 2006/07, 2007/08) и обладателя Кубка Германии (2008/09).
После пяти сезонов в «Дуйсбурге» Фатмире перешла в состав футбольного клуба «Турбине» из Потсдама, в составе которого выиграла Лигу чемпионов в сезоне 2009/10, а также дважды стала чемпионкой Германии (2009/10, 2010/11). В 2012 году вошла в состав команды «Франкфурт». Этот трансфер является самым дорогим за всю историю женской Бундеслиги. В 2014 году перешла в французский футбольный клуб «Пари Сен-Жермен».
28 февраля 2017 года объявила о завершении профессиональной карьеры.

### В сборной
С 2003 года выступала за юношеские и молодёжные сборные Германии. 20 октября 2005 года дебютировала в составе основной национальной сборной в матче против Шотландии. Первый гол забила 29 июля 2007 года в ворота сборной Дании. В составе сборной стала чемпионом мира (2007), двукратным чемпионом Европы (2009, 2013), бронзовым призёром летних Олимпийских игр (2008) и обладателем Кубка Алгарве (2014).

## Личная жизнь
С 2007 года находилась в отношениях с албанским актёром Эшрефом Дурмиши. В июне 2011 года она начала встречаться с немецким футболистом Энисом Алуши. Пара поженилась в декабре 2013 года, Фатмире Байрамай взяла фамилию мужа, Алуши. Из-за беременности пропустила чемпионат мира в Канаде.

## Достижения

### Клубные

#### «Дуйсбург 2001»
- Кубок УЕФА: победитель 2008/09
- Чемпионат Германии: серебряный призёр (4) 2004/05, 2005/06, 2006/07, 2007/08
- Кубок Германии: победитель 2008/09; финалист 2006/07

#### «Турбине»
- Лига чемпионов УЕФА: победитель 2009/10, финалист 2010/11
- Чемпионат Германии: победитель (2) 2009/10, 2010/11

#### «Франкфурт»
- Лига чемпионов УЕФА: финалист 2011/12
- Кубок Германии: финалист 2011/12

### В сборной
- Чемпионат мира: победитель 2007
- Чемпионат Европы: победитель (2) 2009, 2013
- Олимпийские игры: бронзовый призёр 2008
- Кубок Алгарве: победитель 2014
- Чемпионат Европы (до 19 лет): победитель 2006

### Индивидуальные
- Серебряный лавровый лист[18]
- Золотой мяч ФИФА: третье место (2010)